# Джордан Ларссон
Джордан Ларссон (швед. Jordan Larsson, нар. 20 червня 1997, Роттердам) — шведський футболіст, нападник клубу «Копенгаген».

## Клубна кар'єра
Народився 20 червня 1997 року в нідерландському місті Роттердам у родині шведського футболіста Генріка Ларссона, який в цей час виступав за тамтешній «Феєнорд». Сина було названо в честь тодішнього американського баскетболіста Майкла Джордана. У 1997 році Джордан переїхав до Шотландії, де його батько тривалий час виступав за «Селтік», а Ларссона-молодшого регулярно бачили на «Селтік-Парку», коли його батько грав там, і виходив на поле під час трофейних урочистостей клубу. 2004 року Генрік Ларссон став гравцем «Барселони», а юний Джордан увійшов до академії каталонського клубу, провчившись там два роки. 2006 року Генрік повернувся разом з сином на батьківщину щоб виступати за «Гельсінгборг», а його син був включений до академії клубу Гегаборг БК, яку свого часу закінчував і сам Генрік.
У 2012 році Джордан був переведений в першу команду. 19 червня 2013 році в матчі з «Тенгультом» Джордан наприкінці зустрічі був замінений на свого 42-х річного батька Генріка, який наприкінці кар'єри також став гравцем цього клубу, щоб зіграти в одній команді зі своїм 16-річним сином.
2014 року Джордан став футболістом клубу «Гельсінгборг», повторивши перехід свого батька, який також 22 роки тому перейшов з рідного Гегаборга БК в цей клуб. Дебют молодого гравця за нову команду відбувся 27 липня 2014 року у зустрічі з «Еребру». Всього у своєму дебютному сезоні Джордан провів дев'ять зустрічей в вищому шведському дивізіоні. З початку 2015 року «Гельсінгборг» очолив батько Джордана і молодий футболіст став основним гравцем команди, хоча Генрік Ларссон запевнив громадськість у тому, що він не буде практикувати непотизм. Наразі Джордан встиг відіграти за команду з Гельсінгборга 47 матчів в національному чемпіонаті.

## Виступи за збірні
2012 року дебютував у складі юнацької збірної Швеції, взяв участь у 21 іграх на юнацькому рівні, відзначившись 3 забитими голами.
З 2016 року залучався до матчів молодіжної збірної. Того ж року був включений у заявку на Олімпійські ігри в Ріо-де-Жанейро, однак на прохання батька Джордан був виключений з заявки, позаяк у «Гельсінгборзі» була проблема з нападниками.
| Дата       | Місто      | Господарі | Результат | Гості      | Турнір           | Голи | Примітки |
| ---------- | ---------- | --------- | --------- | ---------- | ---------------- | ---- | -------- |
| 7-1-2018   | Абу-Дабі   | Естонія   | 1 – 1     | Швеція     | товариський матч | -    | 64'      |
| 9-1-2020   | Доха       | Швеція    | 1 – 0     | Молдова    | товариський матч | 1    | 75'      |
| 8-10-2020  | Москва     | Росія     | 1 – 2     | Швеція     | товариський матч | -    |          |
| 11-11-2020 | Копенгаген | Данія     | 2 – 0     | Швеція     | товариський матч | -    | 64'      |
| 29-5-2021  | Стокгольм  | Швеція    | 2 – 0     | Фінляндія  | товариський матч | -    | 66'      |
| 5-9-2021   | Стокгольм  | Швеція    | 2 – 1     | Узбекистан | товариський матч | -    | 62'      |
| Усього     |            | Матчів    | 6         |            | Голів            | 1    |          |

## Титули і досягнення
- Чемпіон Данії (2):

«Копенгаген»: 2022-23, 2024-25
- Володар Кубка Данії (2):

«Копенгаген»: 2022-23, 2024-25